# Plagiostachys brevicalcarata
Plagiostachys brevicalcarata là một loài thực vật có hoa trong họ Gừng. Loài này được Julius & A.Takano mô tả khoa học đầu tiên năm 2007.